# Ann Hendrickx
Ann Hendriks (1963) werd in de jaren 90 een Vlaamse actrice.

## Biografie
Haar bekendste televisierollen waren van 1999 tot 2007 die van de schoonmaakster "Conny Van Genechten" in VTM-humorreeks Verschoten & Zoon en van 1996 tot 1998 die van Ingrid Michiels in Thuis.
Ze speelde gastrollen in Postbus X, De Familie Backeljau, Heterdaad, Spoed (vrouw die zelfmoord pleegt), Wittekerke (Nadine), F.C. De Kampioenen (Bernadette Vandaele) en Ella (Agnes). In Familie vertolkte Hendrickx in 2011 de rol van een wetsdokter en in 2016 de rol van Felicia Eeckelaert. In 2019 was ze te zien in F.C. De Kampioenen 4: Viva Boma als een klant bij Begrafenissen Vertongen. 

## Televisie
- Alfa Papa Tango (1990)
- Commissaris Roos (1992) - als taverne-uitbaatster
- Postbus X (1992) - als galerijhoudster
- RIP (1993) - als Henriette Slaets
- Thuis (1996-1998) - als Ingrid Michiels
- De Familie Backeljau (1996) - als lerares
- De Familie Backeljau (1997) - als Gonda Boerjan
- Wittekerke (1997) - als mevrouw Brenders
- Wittekerke (1998) - als Nadine
- Heterdaad (1998) - als mevrouw Weyns
- Verschoten & Zoon (1999-2007) - als schoonmaakster Conny Van Genechten
- Spoed (2002) - als een vrouw die zelfmoord pleegt
- Ella - als Agnes
- Wittekerke (2008) - als moeder van verdwenen baby
- Zone Stad (2008)
- Aspe (2010) - als Els de Schutter
- Familie (2011) - als wetsdokter
- F.C De Kampioenen (2011) - als eerste schepen Bernadette Vandaele
- Familie (2016) - als Felicia Eeckelaert

## Film
- F.C. De Kampioenen 4: Viva Boma (2019) - als klant bij Begrafenissen Vertongen